# Bornos
Bornos es un municipio y localidad española de la provincia de Cádiz, en la comunidad autónoma de Andalucía. Cuenta con una población de 7533 habitantes (INE 2024). 
Su extensión superficial es de 55 km² y tiene una densidad de 149,57 hab/km². Se encuentra situada en la falda oriental de la sierra del Calvario y al pie de la de Bornos, siendo la altura del pueblo de 182 metros. Estas estribaciones protegen al municipio de los vientos del norte. El municipio se encuentra a 79 kilómetros de la capital de provincia, Cádiz.
Municipio hermanado con San Celoni, municipio de la provincia de Barcelona.

## Naturaleza

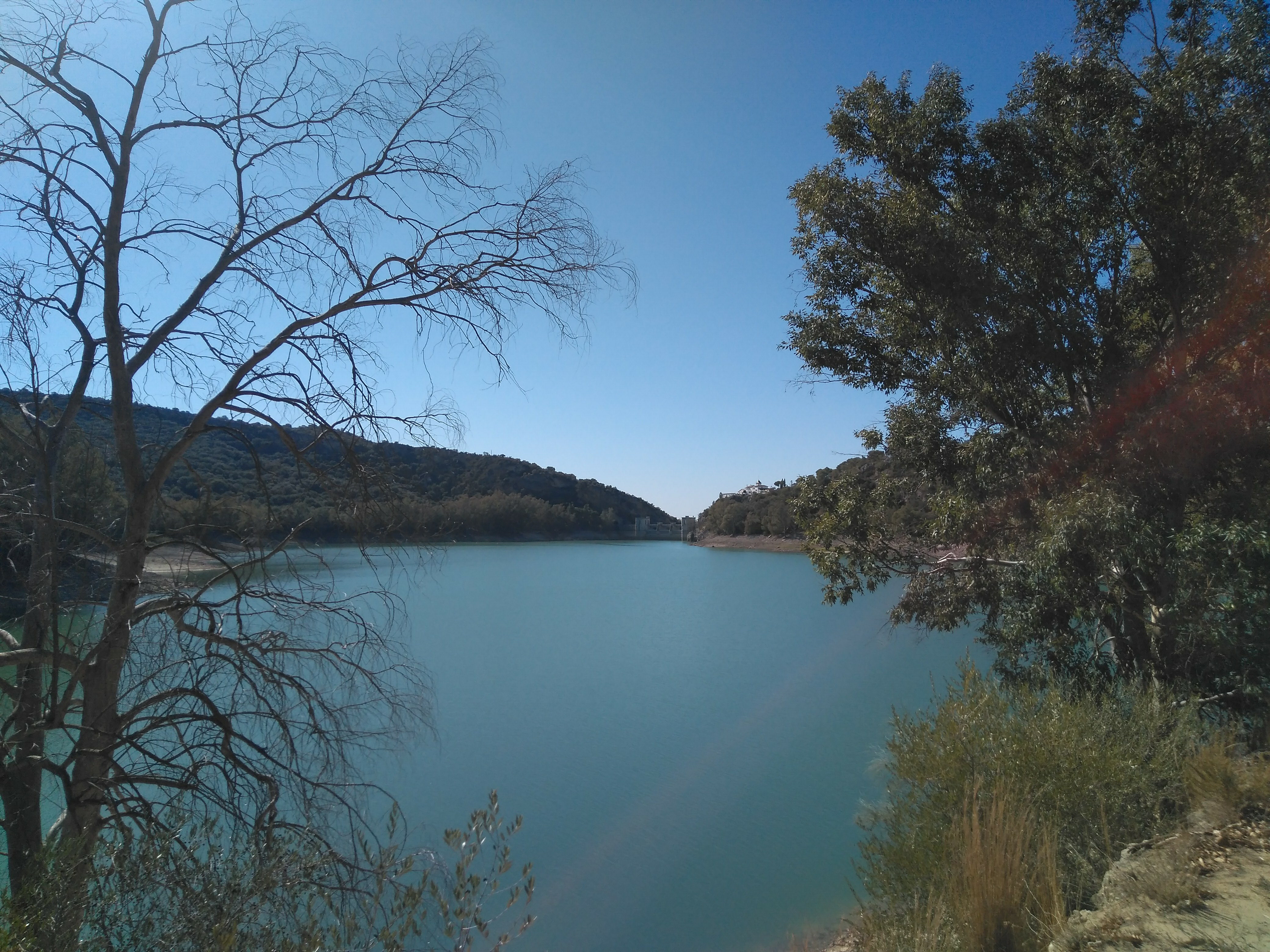
Presa de Bornos

El principal atractivo natural de Bornos es su embalse, que cuenta con el paraje natural Cola del Embalse de Bornos y un embarcadero para hacer actividades náuticas.
Hay varios senderos. Desde el embarcadero sale, a siguiendo el curso del río, el sendero de la rivera del embalse de Bornos que transcurre por el trazado del antiguo ferrocarril Jerez-Almargen. En él destaca la Zona Especial de Conservación (ZEC) Túnel III de Bornos. En sentido opuesto sale un sendero que pasa por Coto de Bornos hasta Villamartín, que pasa por el puente de los 21 ojos.  

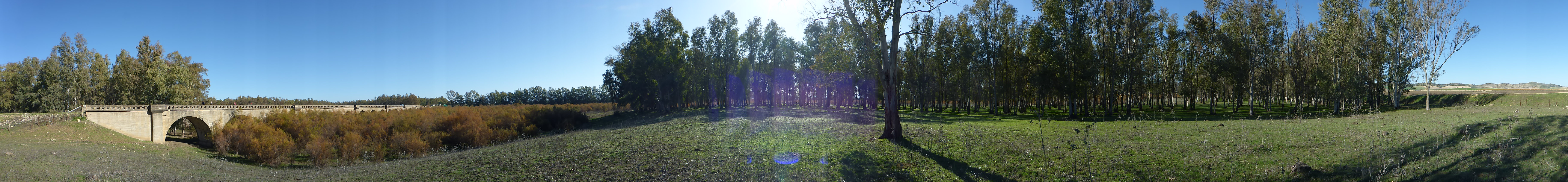
Puente de los 21 ojos

Otros muchos elementos naturales de interés son la ruta de los Molinos, el puente de los 21 ojos o la Cañada de Morón (que llega hasta Carissa Aurelia).
En la zona oeste de la Sierra del Calvario se encuentra el Pinar de Bornos.

## Historia

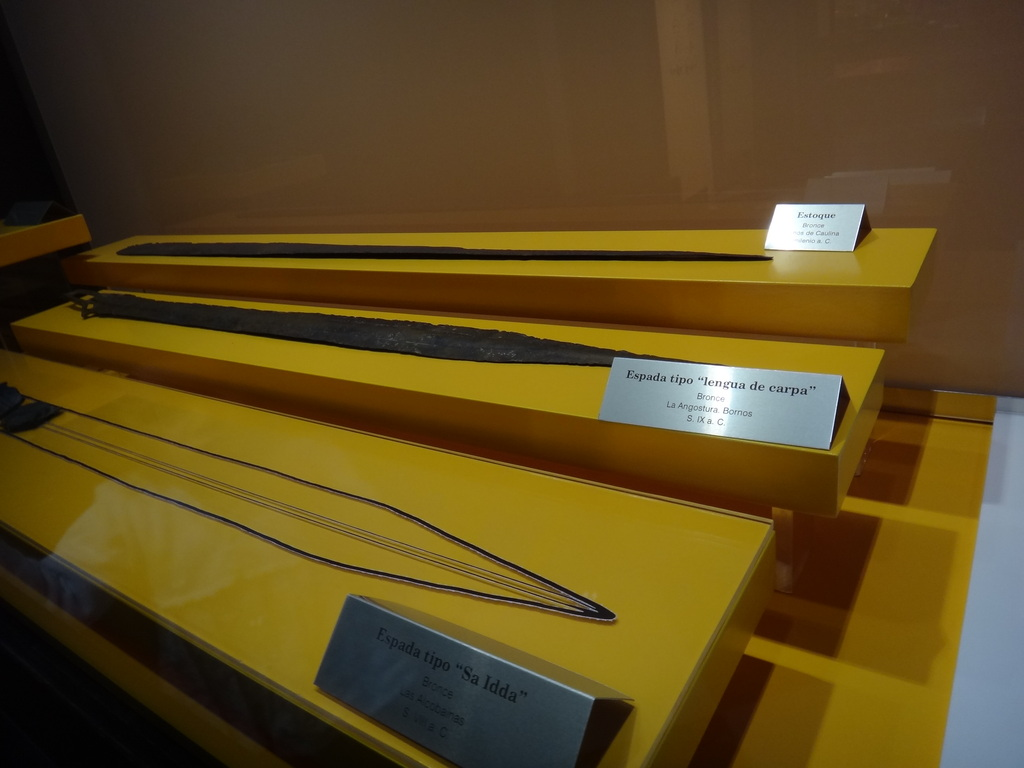
Espada encontrada en la zona

Los primeros restos humanos son del paleolítico inferior o medio (hace unos 30 000 años). Existen también restos que atestiguan presencia íbera y romana. Las ruinas de Carissa Aurelia permiten conocer esta época. La ciudad de Carissa fue primero municipio romano y posteriormente Cives Romani, con derecho incluso a acuñar moneda propia, durante el mandato de Vespasiano.
La población actual fue creada alrededor del alcázar del Fontanar. Fue tomada por las tropas cristianas a mediados del siglo XIII. Alfonso X el Sabio, entregó la población a Per del Castel, caballero gaditano, en esta etapa la población cambia varias veces de mano hasta que en 1398 se vendió Bornos, su castillo y su término, por 3000 doblas, al Adelantado Mayor de Andalucía Per Afán de Ribera I. Permaneció bajo el dominio de la Casa de Alcalá hasta la independencia municipal, siendo su vinculación tal que el blasón de los Ribera y el escudo de la población son idénticos.
Uno de los primeros escritos específicos sobre la historia de Bornos corresponde a fray Pedro Mariscal, realizado en 1731.

## Demografía
Bornos cuenta con una población de 7533 habitantes (INE 2024).
| Gráfica de evolución demográfica de Bornos entre 1842 y 2021                                                        |
| |
| Población de derecho según los censos de población del INE Población de hecho según los censos de población del INE |

## Economía

### Evolución de la deuda viva municipal
| Gráfica de evolución de Deuda viva del Ayuntamiento de Bornos entre 2008 y 2019                                |
| |
| Deuda viva del Ayuntamiento de Bornos en miles de Euros según datos del Ministerio de Hacienda y Ad. Públicas. |

## Pedanía

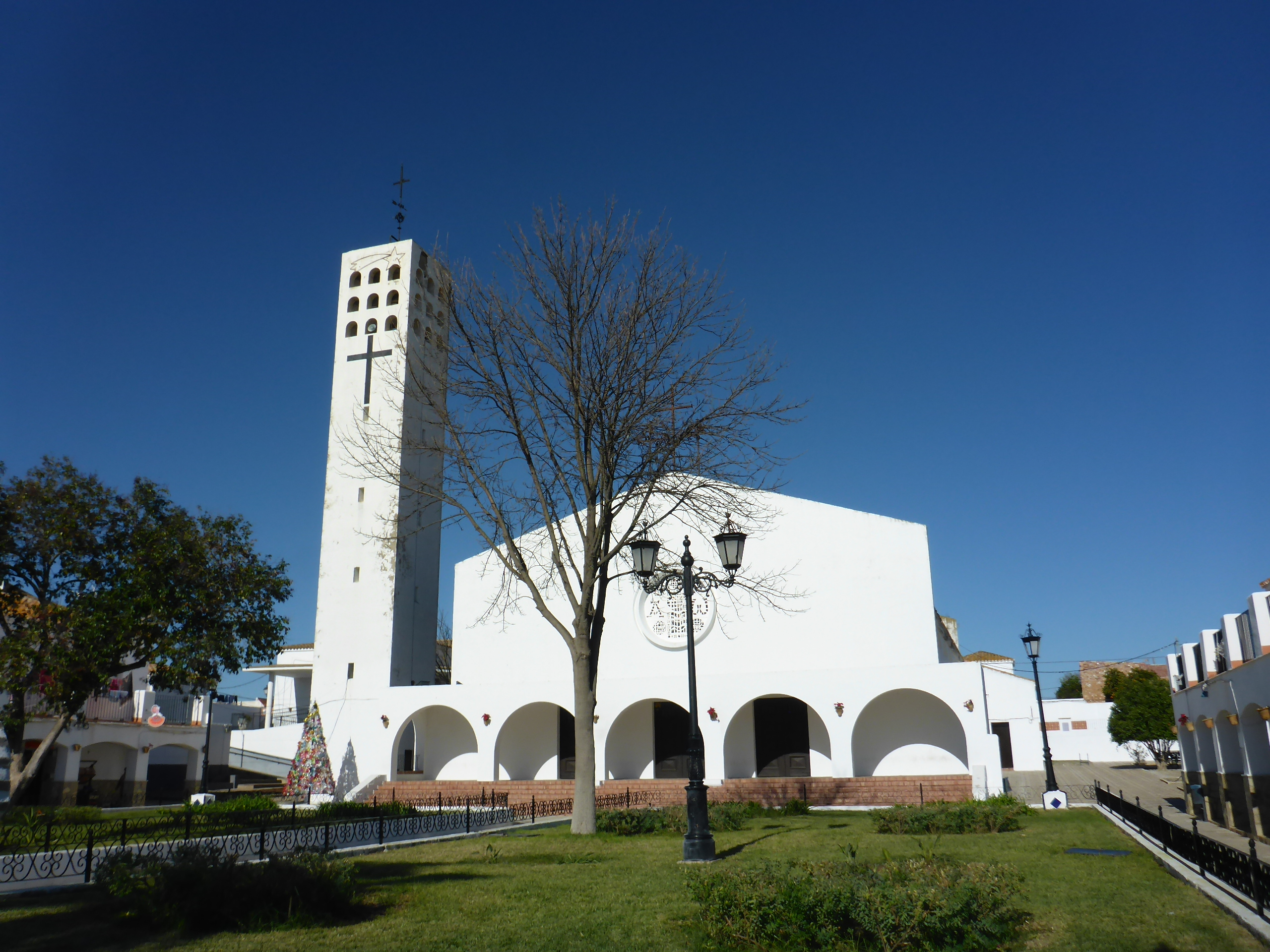
Parroquia de San Juan de Ribera en Coto de Bornos

El Coto de Bornos es una pedanía creada en 1961 por el Instituto Nacional de Colonización donde residen unas mil personas.

## Política y administración
Listado de alcaldes/as de Bornos desde las elecciones democráticas de 1979:
| Periodo   | Nombre                                                            | Partido  |
| --------- | ----------------------------------------------------------------- | -------- |
| 1979-1983 | Juan Sevillano Jiménez                                            | PTA      |
| 1983-1987 | Juan Sevillano Jiménez                                            | INDEP    |
| 1987-1991 | Juan Sevillano Jiménez                                            | PSOE     |
| 1991-1995 | Juan Sevillano Jiménez                                            | PSOE     |
| 1995-1999 | Juan Sevillano Jiménez                                            | PSOE     |
| 1999-2003 | Juan Sevillano Jiménez (hasta 2002) María Auxiliadora Vega García | PSOE     |
| 2003-2007 | Fernando García Navarro                                           | PP-PA    |
| 2007-2011 | Fernando García Navarro                                           | PP       |
| 2011-2015 | Juan Sevillano Jiménez                                            | PSOE     |
| 2015-2019 | Hugo Palomares Beltrán                                            | IU LV CA |
| 2019-2023 | Hugo Palomares Beltrán                                            | IU LV CA |

| Años | Partidos políticos                              | %                                | Votos                   | Concejales |
| ---- | ----------------------------------------------- | -------------------------------- | ----------------------- | ---------- |
| 2019 | Adelante Izquierda Unida PSOE PP                | 76,42% 14,75% 7,48%              | 3.046 588 298           | 10 2 1     |
| 2015 | Izquierda Unida PSOE PP                         | 46,68% 31,91% 19,33%             | 1.985 1.357 822         | 7 4 2      |
| 2011 | PSOE PP Izquierda Unida Partido Andalucista     | 34,94% 30,13% 30,01% 3,59%       | 1.772 1.528 1.522 182   | 5 4 0      |
| 2007 | PP PSOE Izquierda Unida Partido Andalucista PSA | 41,96% 31,56% 12,54% 8,91% 3,99% | 1.944 1.462 581 413 185 | 6 5 1 0    |

## Educación
Este municipio cuenta con varios centros educativos públicos: dos escuelas infantiles, tres colegios de educación infantil y primaria, un instituto (secundaria, bachillerato y formación profesional) y una sección de educación permanente con presencia en las dos localidades.  
| TIPO             | NOMBRE              | LOCALIZACIÓN            |
| ---------------- | ------------------- | ----------------------- |
| Escuela Infantil | El lago             | Bornos                  |
| Escuela Infantil | Coto de Bornos      | Coto de Bornos          |
| CEIP             | San Juan de Ribera  | Bornos                  |
| CEIP             | San Fernando        | Bornos                  |
| CEIP             | San Isidro Labrador | Coto de Bornos          |
| IES              | El Convento         | Bornos                  |
| SEP              | Almarda             | Bornos - Coto de Bornos |

## Patrimonio

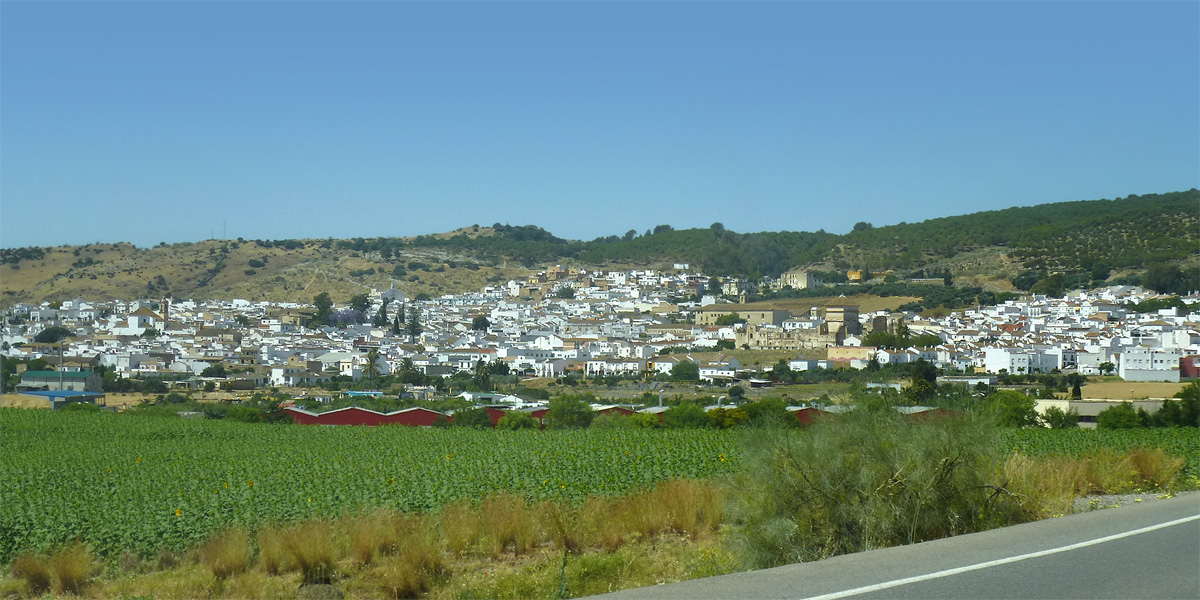
Vista general de Bornos

El casco histórico de Bornos gira en torno a la torre fortificada de Fontanar, construida por los árabes con fines militares pero reformada y ampliada en época renacentista para su uso residencial por los duques de Alcalá de los Gazules, quienes también encargaron al arquitecto napolitano Benvenuto Tortelo el diseño de un jardín italiano. Durante el siglo XVII y principios del XVIII las principales familias, atraídas por el refinamiento de este conjunto, sitúan en las proximidades del castillo sus casas señoriales. Entre ellas destacan las de los Ordóñez y del Pintado. Otros edificios singulares son el monasterio de los Jerónimos, la ermita de la Resurrección, el Colegio de la Sangre y el Convento del Corpus Christi, todos ellos del siglo XVI; el monasterio de los Franciscanos y la ermita del Calvario (siglo XVIII), y la casa consistorial, de estilo neoclásico y construida en 1830. Destaca en general su buen estado de conservación facilitado por las actuaciones urbanísticas realizadas.
Por su situación geográfica en el límite de la sierra y la campiña gaditanas, Bornos ha sido históricamente un lugar de intercambio de culturas desde la época romana, a la que se remontan los primeros asentamientos de la zona en la cercana Carissa Aurelia.

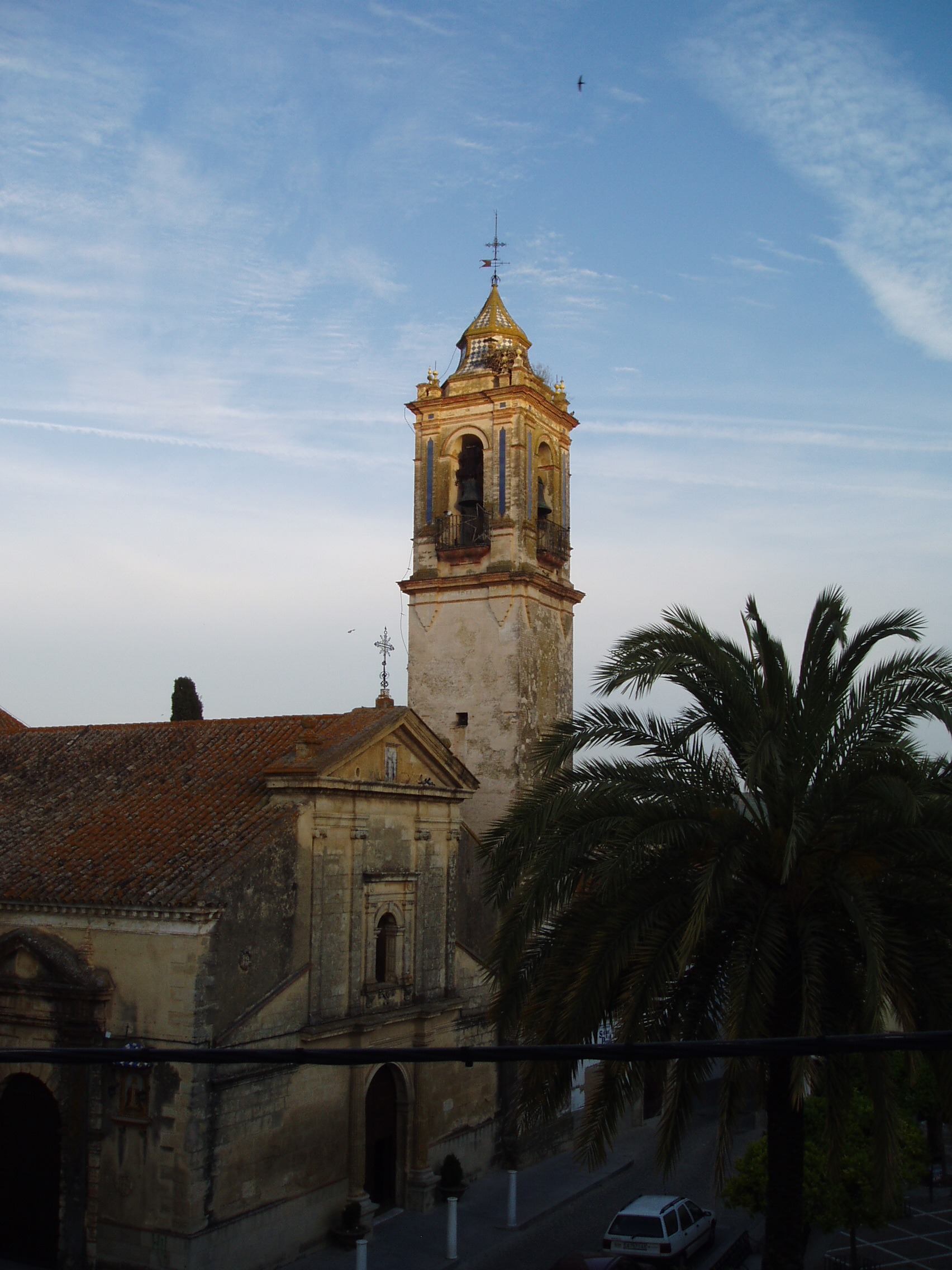
Torre de iglesia

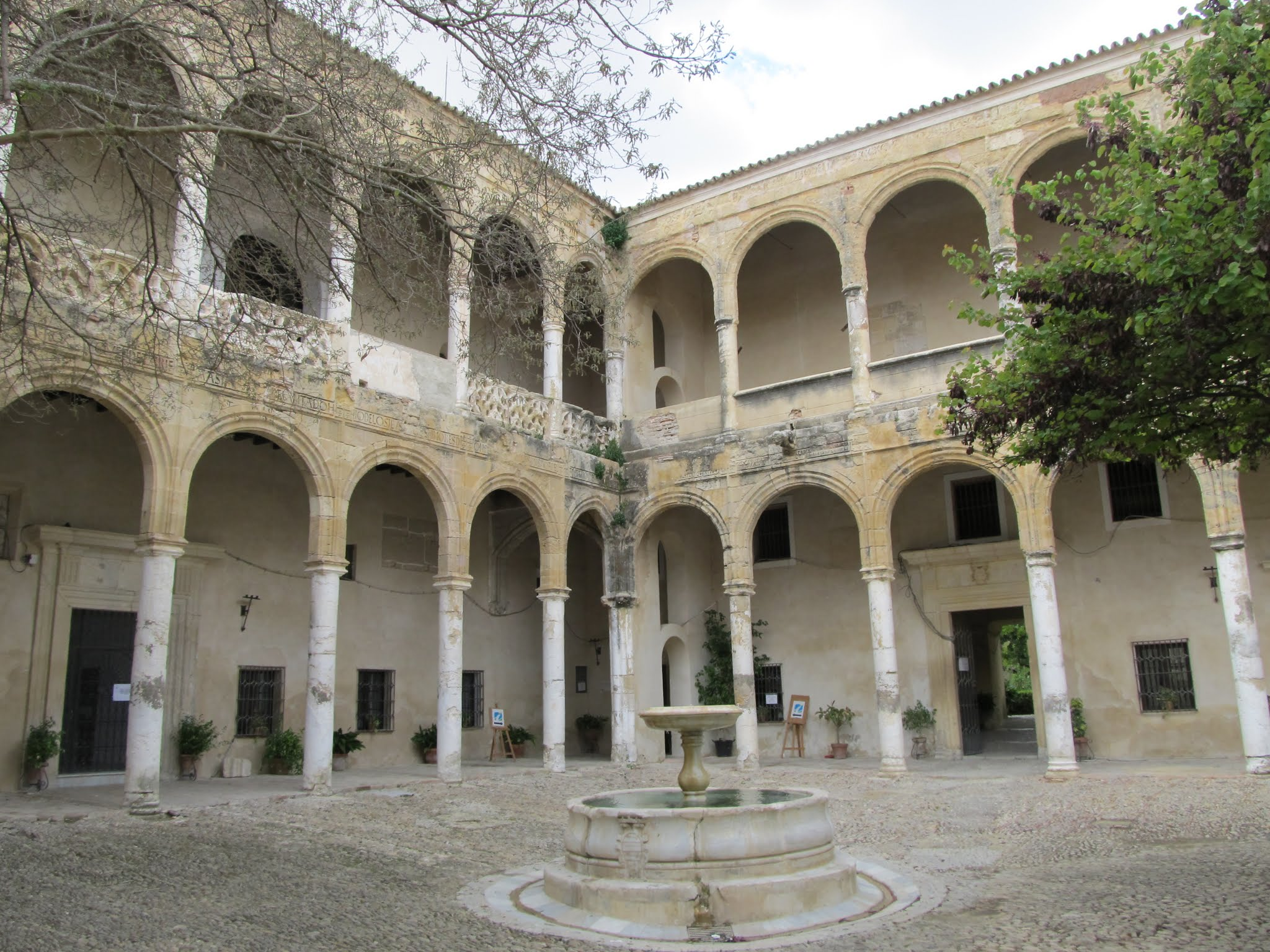
Palacio de los Ribera en Bornos

- Convento de San Bernardino de Sena de Bornos[16]
- Monasterio de Santa María del Rosario de Bornos[17]
- Ermita del Calvario de Bornos[18]
- Iglesia de la Resurrección de Bornos[19]
- Hospital de la Sangre de Bornos[20]
- Iglesia de Santo Domingo de Guzmán de Bornos[21]
- Castillo Palacio de los Ribera en Bornos[22]
- Convento del Corpus Christi
- Carissa Aurelia[23]
- Casa de la Cilla
- Casa de los Ordóñez
- Pozo de los Moros
- Puente de los Veintiún Ojos

## Celebraciones y fiestas

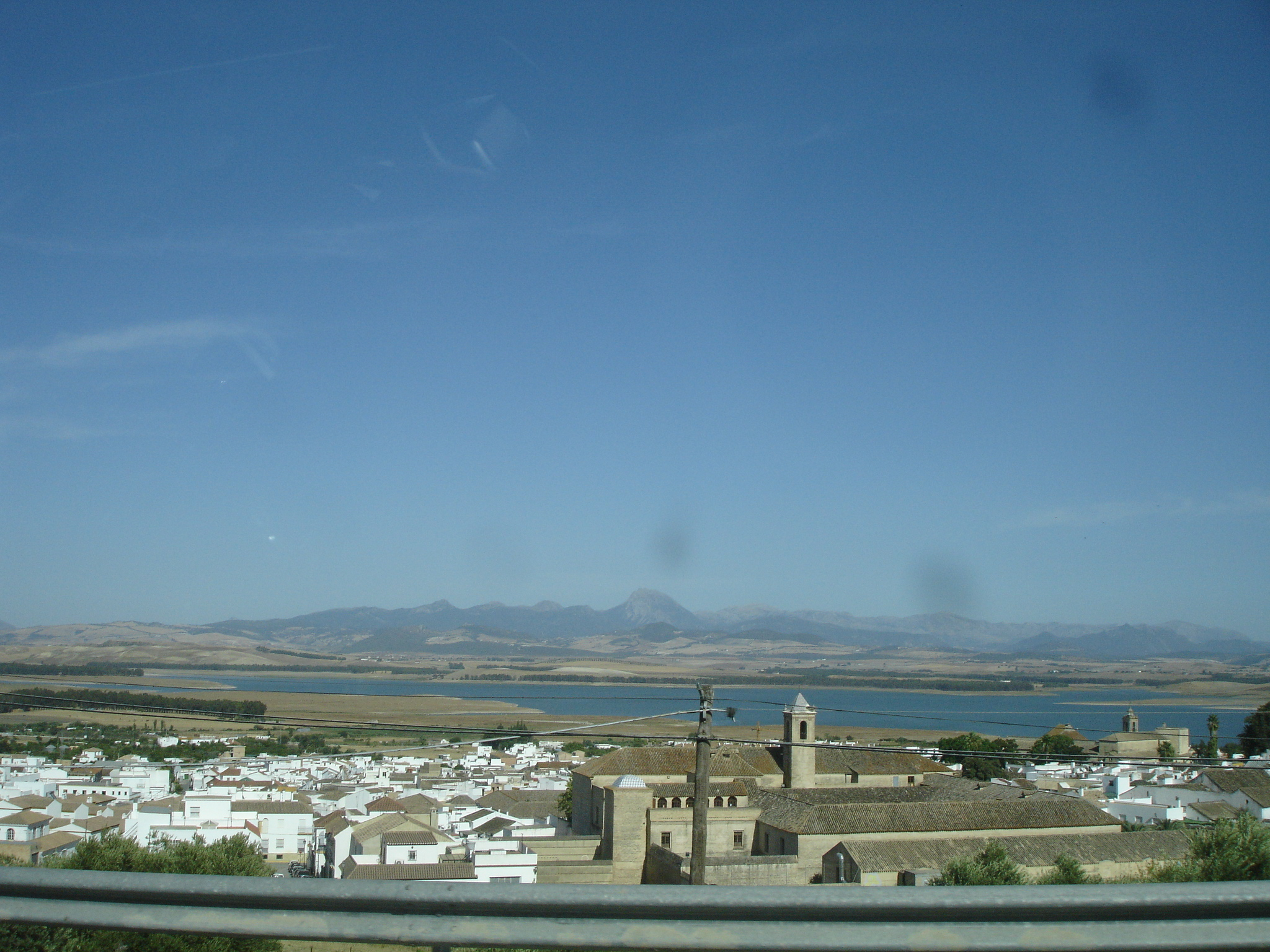
Bornos desde la carretera A-384

### Carnaval
40 días antes de Semana Santa, tiene lugar el carnaval de Bornos. Fiesta que se celebra desde antiquísimo y que bebe de las fuentes del carnaval de Cádiz. Una fiesta tan arraigada, que ni siquiera en los tiempos de la dictadura franquista se apagó completamente.
Las máscaras, personas disfrazas grotescamente, toman las calles y las distintas agrupaciones toman las calles. Las letras del carnaval de Bornos se cuentan por miles y la gente espera ansiosa su llegada una semana antes de carnaval, en la ya típica morcillá popular y la presentación de las mismas.
Tras la chorizá en Coto de Bornos y la morcillá en Bornos, el último domingo tiene lugar la cabalgata, una explosión de color, cánticos y alegría, que despiden el carnaval hasta el año siguiente.
El Carnaval de Bornos, además, ha sido declarado de Interés Turístico de Andalucía. Así lo recoge el Boletín Oficial de la Junta de Andalucía del 16 de septiembre de 2008.

### Ferias de Bornos y Coto de Bornos
La feria de Coto de Bornos se celebra la última semana de agosto y la feria de Bornos acontece la segunda o tercera semana de septiembre. Ambos eventos cuentan con casetas tradicionales, atracciones y numerosos visitantes de toda la provincia. Entre las actividades más reconocidas destacan los espectáculos ecuestres, la feria de ganado, las actuaciones musicales y el cierre con el castillo de fuegos artificiales. 

### Fiestas patronales de San Laureano
Se celebran el primer fin de semana de julio en honor de san Laureano Arzobispo de Sevilla, para conmemorar el 4 de julio de 1649 en que la ciudad se libró de una epidemia gracias a la intervención de este santo.

### Festival del Lago

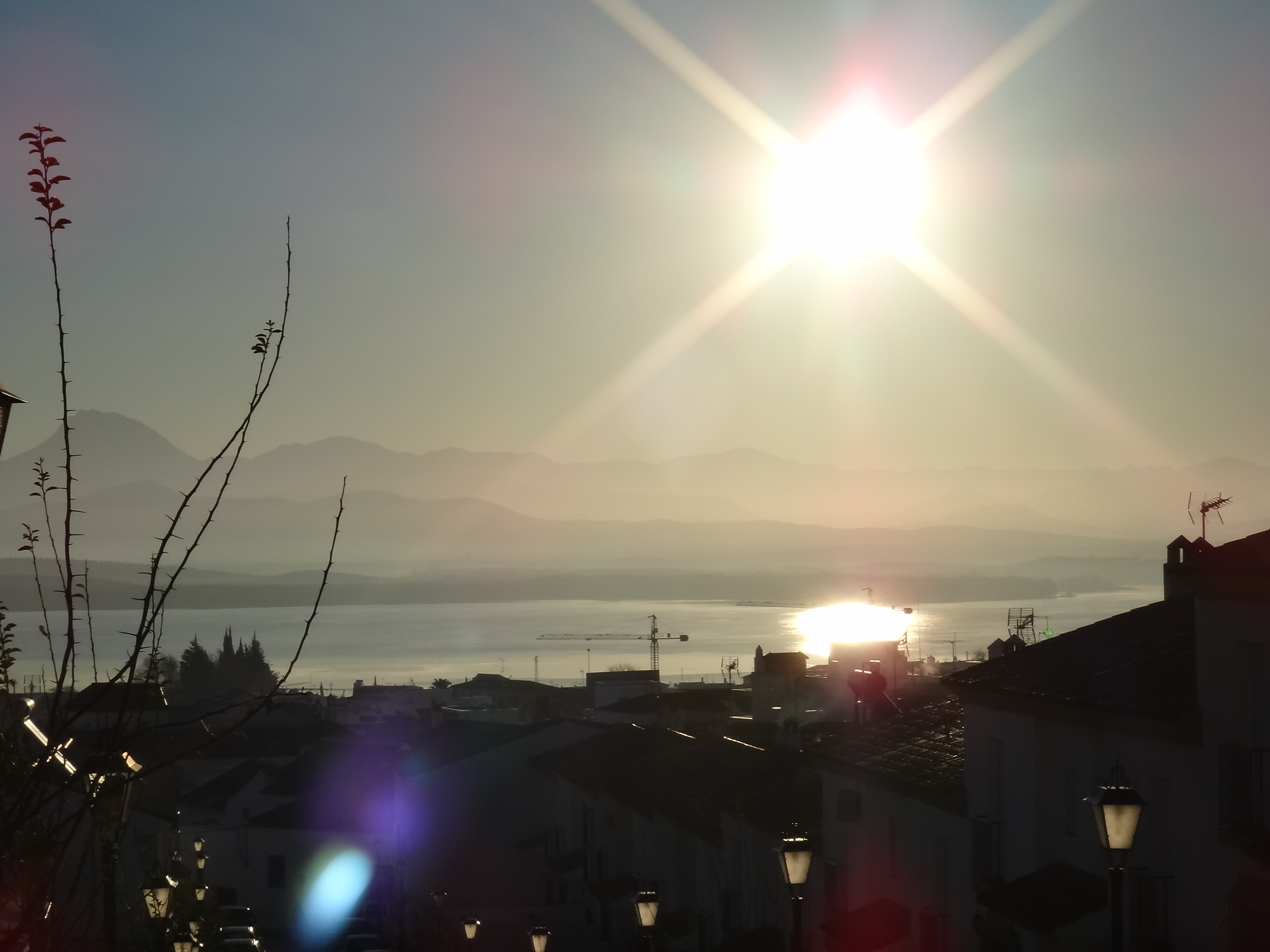
Pantano de Bornos

Una de las citas históricas del rock en Andalucía. La primera edición fue en 1980 y desde entonces han participado la mayoría de las grandes bandas de rock de la comunidad como Alameda, Cai, Imán Califato Independiente, Guadalquivir, Mezquita, Storm; nacionales como Asfalto, Obus, Topo, Bloque y bandas internacionales como Jethro Tull, Gwendal, Focus, Premiata Forneria Marconi o James Taylor Quartet. Se celebra normalmente en el mes de julio.

### Feria del Caracol
Se celebra en mayo, en época de degustar caracoles.Suele ser en el castillo de los rivera.Y en esta hay actuaciones,castillos hinchables para niños y una barra y puestos de caracole.Luego de todos se elige un ganador al mejor caracol de ese año.

### Quema de los Judas
Se celebra el Domingo de Resurrección en Coto de Bornos.

## Gastronomía

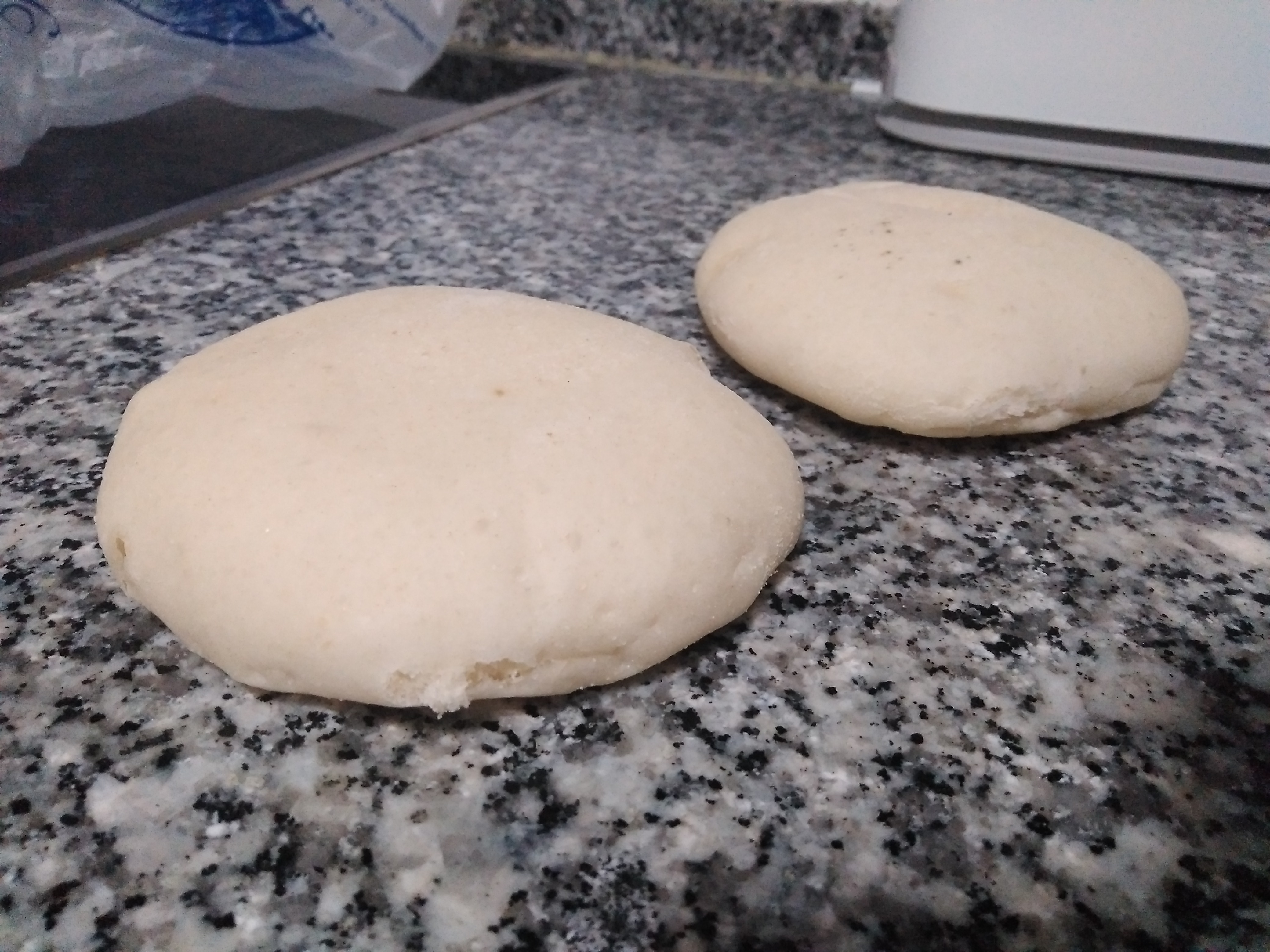
Mollete ablandao de Bornos (España)

- Lomo en manteca blanca llamado comúnmente carne mechada.
- Chicharrones
- Damascos
- Berza gitana
- Abajao (sopa)[29]
- Caracoles y cabrillas cocinados de diversas formas[30]
- Ablandaos, una variante del mollete[29]

## Hijos Predilectos de Bornos
Los títulos de Hijos Predilectos de la Villa de Bornos que se han concedido por las corporaciones municipales democráticas desde 1979 han sido: 
Manuel Barra Rodríguez (1929-2005), a título póstumo. Aprobado por el Pleno el 5 de julio de 2005. Investigador, archivero y religioso que realizó numerosos estudios sobre el municipio.
Manuel Sánchez Baizán, (1958-2015), a título póstumo. Aprobado por el Pleno el 16 de junio de 2016. Dedicó gran parte de su vida a inmortalizar a través del vídeo y fotografía la mayoría de eventos de relevancia que se desarrollaron en el municipio.
Ana Martínez Rubio, médico pediatra en la localidad desde 1990 a 1996. La distinción fue otorgada en el Pleno Municipal celebrado el 15 de junio de 2017.